# 比倫 (索洛圖恩州)

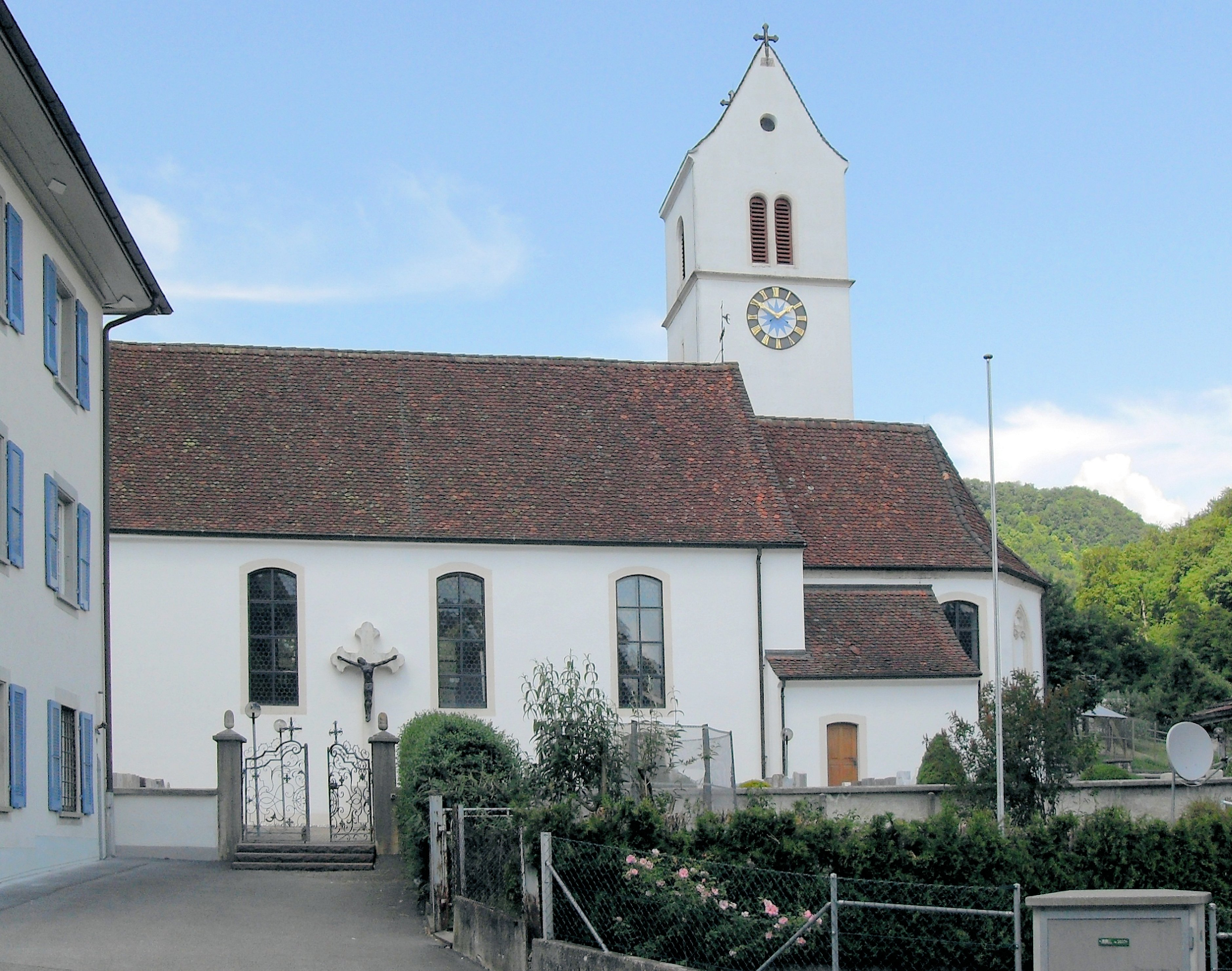

比倫是瑞士的城鎮，位於該國北部，由索洛圖恩州負責管轄，面積6.23平方公里，海拔高度441米，2012年人口971，五成半人口信奉羅馬天主教，人口密度每平方公里156人。